# Calceolaria tenella
Calceolaria tenella är en toffelblomsväxtart som beskrevs av Eduard Friedrich Poeppig och Endl.. Calceolaria tenella ingår i släktet toffelblommor, och familjen toffelblomsväxter. Inga underarter finns listade i Catalogue of Life.